# Josu Zabala
Josu Zabala López (Lumbier, 11 april 1993) is een Spaans wielrenner die anno 2018 rijdt voor Caja Rural-Seguros RGA.

## Carrière
In 2016 wist Zabala twaalfde te worden in de Circuit des Ardennes. Mede door deze klassering kreeg hij een stagecontract aangeboden bij Caja Rural-Seguros RGA, dat hem vervolgens een tweejarig profcontract aanbood. Zodoende werd de Spanjaard in 2017 prof.

## Ploegen
- 2016 –  Caja Rural-Seguros RGA (stagiair vanaf 27-7)
- 2017 –  Caja Rural-Seguros RGA
- 2018 –  Caja Rural-Seguros RGA

Aramendia · Arroyo · Barbero · Benito · Bilbao · Carthy · Ferrari · Gallego · D. Gonçalves · J. Gonçalves · Lastra · Madrazo · Mas · Molina · Pardilla · Prades · Rosón · Rubio · Sáez · Vilela · Azkarate (stagiair) · Irisarri (stagiair) · Zabala (stagiair)
Aranburu · Arroyo · Benito · Butler · Celano · Ferrari · Irisarri · Lastra · Mas · Molina · Oien · Page · Pardilla · Prades · Reis · Rosón · Rubio · Sáez · Schultz · Trofimov · Zabala · Pelegrí (stagiair) · Serrano (stagiair) · Sola (stagiair)
Amezqueta · Aranburu · Benito · Celano · Cuadros · Ferrari · Irisarri · Lastra · Mas · Molina · Moreira · Oien · Pardilla · Reis · Rodríguez · Schultz · Serrano · Silva · Soto · Yssaad · Zabala